# Agathis melanopleura
Agathis melanopleura är en stekelart som beskrevs av Gaspard Auguste Brullé 1846. Agathis melanopleura ingår i släktet Agathis och familjen bracksteklar. Inga underarter finns listade i Catalogue of Life.